# جيروم أ. ستون
جيروم أ. ستون (بالإنجليزية: Jerome A. Stone)‏ هو أكاديمي أمريكي، ولد في 1935.